# Schule am Sandsteinweg
Die Schule am Sandsteinweg (SamS) ist eine im Ortsteil Buckow des Berliner Bezirks Neukölln gelegene staatliche Grundschule, die als Offene Ganztagsschule fungiert. Sie wurde am 7. Oktober 1957 unter dem Namen „Christoph-Ruden-Schule“ eröffnet. Die SamS besuchten im Schuljahr 2024/2025 758 Schüler. 50 Lehrkräfte waren im gleichen Jahr an der Schule beschäftigt, die von 26 Erziehern unterstützt wurden. Der Anteil der Schüler mit Migrationshintergrund lag 2024/2025 bei 51,8 %. Sie ist die größte Grundschule im Bezirk Neukölln.

## Geschichte
Nach ihrer Eröffnung 1957 trug die SamS bis zum 15. April 1967 den Namen „Christoph-Ruden-Schule“. Als Filiale war ihr die alte Buckower Dorfschule angeschlossen. Seit 1967 wurde sie offiziell als Grundschule am Sandsteinweg bezeichnet, oft zusätzlich mit der Verwaltungsnummer 30.G (30. Grundschule). Aufgrund von steigenden Schülerzahlen wurde 1968 ein weiteres Schulgebäude errichtet (Haus 2). 1972 folgte eine zweite Sporthalle (Gymnastikhalle), im Herbst 1995 wurden zwei weitere Schulgebäude (Haus 3 und Haus 4) errichtet. Die Schulgebäude sind zweigeschossige Zweckbauten.
1975 begannen erste Schülerprojekte mit Tieren. In fünf Aquarien wurden Fische, Kröten und Molche gezüchtet und von Schülern gepflegt. Die Anlage wurde in den folgenden Jahren kontinuierlich erweitert.
1989 erarbeitete Schulleiterin Balzer ihr Konzept „Schule als Lebensraum“, 1990 wurden ein Hühnergehege und ein Kaninchenstall errichtet. Sie bildeten die Grundlage des Schulzoos.
Bereits 1992 lebten auf dem Schulgelände Esel, Ziegen, Schafe, Enten, Tauben und Ponys. Es folgten erste Berichte von TV-Sendern und der Berliner Zeitung, RBB, Berliner Abendblatt. In den folgenden Jahren wurde der Schulzoo kontinuierlich aus- und umgebaut. Der Förderverein der Schule ist maßgeblich daran beteiligt und trägt die laufenden Kosten für den Unterhalt der Tiere. Unterstützt wird der Förderverein der SamS dabei von Freiwilligen aus den Reihen der Eltern und MAE-Kräften. Im Oktober 2007 feierte die SamS ihr 50-jähriges Bestehen.

## Die Schule heute
Durch das im Jahr 1990 gegründete Projekt „Tierfarm“, das als Projekt zur Gewaltprävention und gegen Vandalismus eingeführt wurde, erlangte die SamS bundesweite mediale Aufmerksamkeit. Eltern (2004), Familie & Co (2005), 3Sat (2004) und Vox (2005) berichteten dabei über die Schule.
Auf dem 40.000 m² großen Schulgelände leben über 100 Tiere. Neben Ziegen, Schafen, Kaninchen, Hängebauchschweinen, Tauben und Bienenvölkern sind es fünf Pferde und der schulinterne Reitunterricht, der die SamS von anderen Schulen unterscheidet. Die Schüler können auf dem schuleigenen Reitplatz Prüfungen für Reitabzeichen ablegen.
Eine weitere Besonderheit der SamS ist der Schulzirkus „Sandolino“. Die in mehreren Zirkus-Arbeitsgemeinschaften erworbenen artistischen Fähigkeiten stellen die Schüler auf „Gauklerfesten“ im ebenfalls zur Schule gehörenden Zirkuszelt vor.
Die SamS beteiligt sich aktiv am öffentlichen Leben des Stadtteils Buckow. So präsentiert sich die Schule mit einem eigenen Stand auf dem Weihnachtsmarkt, gestaltet das Bühnenprogramm mit und hält zu mehreren Seniorenheimen einen engen Kontakt.

## Schulrektoren
- Ernst Arnd (bis 1961)
- Werner Schimmang (bis 1970)
- Horst Bachmann (bis 1987)
- Petra Balzer (bis 2015)
- Heike Hertha (bis heute)

## Ehemalige Schüler
- Oliver Korittke, Schauspieler (* 1968)
- Jan-Marco Luczak, Bundestagsabgeordneter (* 1975)

## Sonstiges
Die Kosten für den Unterhalt des Schulzoos werden durch den Förderverein getragen. Die Unterstützung der Schule durch Eltern und Sponsoren hat Tradition an der SamS. 1960 gründete sich der „Verein der Förderer der Christoph-Ruden-Schule“. Nach mehreren Umbenennungen und der Umwandlung zu einem eingetragenen Verein, ist er seit 1995 vom Finanzamt als gemeinnützig anerkannt.
Vorsitzende des Fördervereins war ab 1991 Renate Fabian. Ihr wurde 2009 die Verdienstmedaille des Verdienstordens der Bundesrepublik Deutschland für ihr „langjähriges, selbstloses Engagement“ verliehen. 2007 erhielt sie bereits die Neuköllner Ehrennadel, die höchste Auszeichnung des Bezirks an Bürger.
Seit dem Jahr 2012 veranstaltet der Förderverein ein jährlich im Herbst stattfindendes Benefiz-Literaturfest, bei dem bekannte Bestsellerautoren wie Sebastian Fitzek oder Frau Freitag auftreten.